# 香我美駅
香我美駅（かがみえき）は、高知県香南市香我美町岸本にある、土佐くろしお鉄道（TKT）ごめん・なはり線の駅である。駅番号はGN34。

## 歴史
- 2002年（平成14年）7月1日：土佐くろしお鉄道ごめん・なはり線の駅として開設。
- 2005年（平成17年）3月10日：ダイヤ改正に伴い、全快速列車通過となる。

## 駅構造

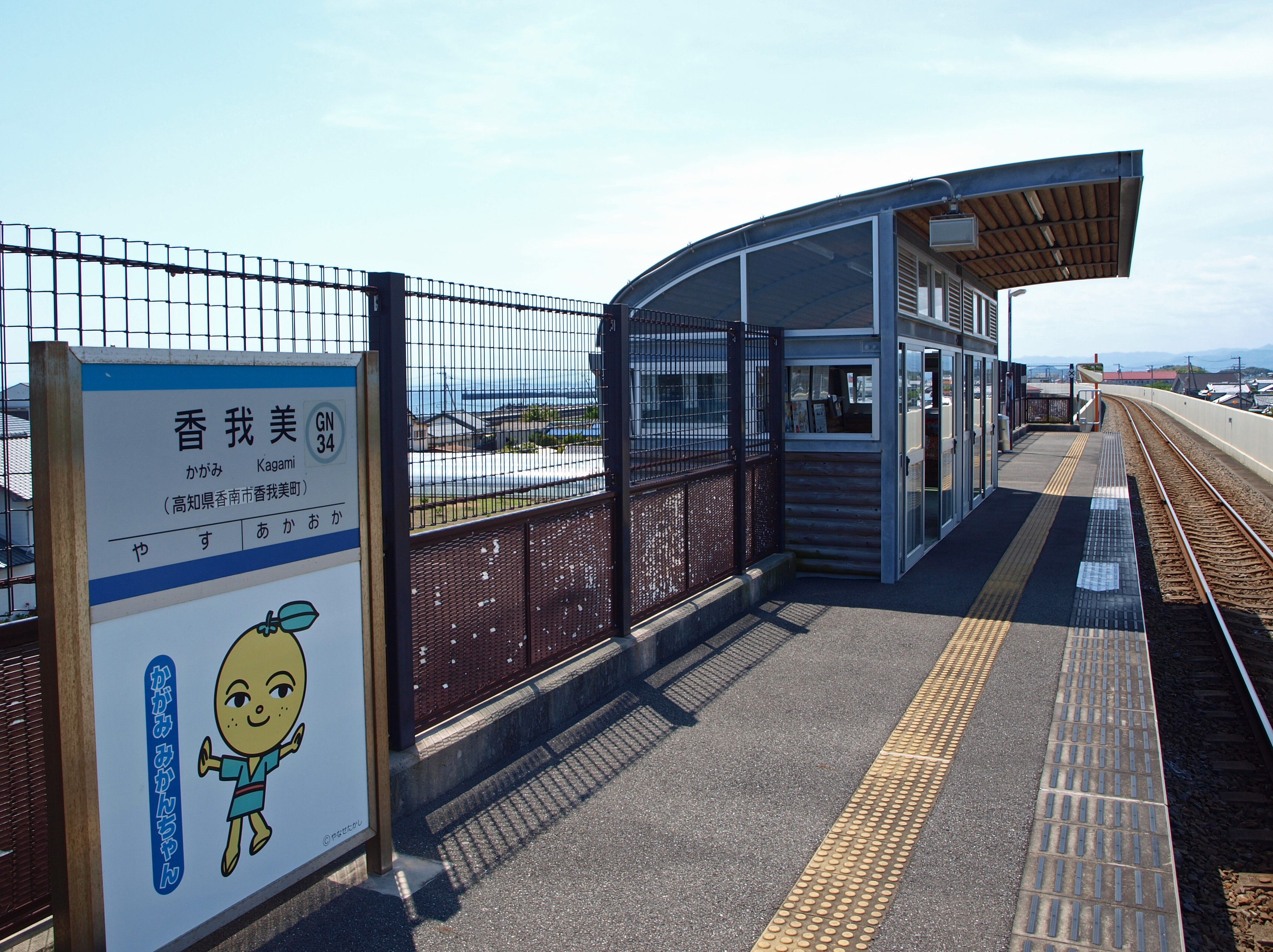
ホーム

単式ホーム1面1線を有する高架駅。
無人駅。ホームは線路から見て南側にある。

## 駅周辺
- 国道55号
  - 駅北側を走っている。南側から太平洋を見渡すことも可能。
- 香南市香我美庁舎（旧・香我美町役場）
  - 駅から3km程離れている。
- 無人島長平（野村長平）像
  - 無人島生活を生き抜いた当地出身の船乗りを記念する像。駅前に建立されている。

## バス路線
| 系統   | 主要経由地   | 行先     | 運行会社     | 備考 |
| ------ | ------------ | -------- | ------------ | ---- |
| 岸本線 | 香我美支所前 | のいち駅 | 香南市営バス |      |

## イメージキャラクター

かがみ みかんちゃん

名称は「かがみ みかんちゃん」。香我美町特産である山北みかんをモチーフとしたキャラクターである。
なお、このキャラクターモニュメントはホーム入口前方付近に設置されている。

## その他
- 1974年に廃止された土佐電気鉄道安芸線跡地に設置されている。安芸線時代は近くに岸本駅があった。
- 仮称は「岸本駅」であった。
- 現在は普通列車のみ停車するが、2005年3月9日までは日中の快速の一往復が停車していた。(よしかわ駅も同じである)

## 隣の駅
土佐くろしお鉄道
■ごめん・なはり線
■快速
通過
■普通
あかおか駅 (GN35) - 香我美駅 (GN34) - 夜須駅 (GN33)